# Campeonato Mundial de Ajedrez 2021
El Campeonato Mundial de Ajedrez 2021 fue un evento deportivo organizado por la Federación Internacional de Ajedrez (FIDE) que se disputó en Dubái (Emiratos Árabes Unidos) del 24 de noviembre al 11 de diciembre de 2021. Se enfrentaron el noruego Magnus Carlsen, campeón del mundo desde 2013, y el ruso Yan Nepómniashchi, ganador del Torneo de Candidatos 2020-2021. Tras la undécima partida, Carlsen consiguió la puntuación necesaria para retener el título, dando por concluido el campeonato con un resultado final de 7½-3½.

## Organización
Inicialmente estaba planeado para finales de 2020, pero la pandemia de COVID-19 retrasó la celebración del torneo al año siguiente. En noviembre de 2019, el presidente de la FIDE, Arkady Dvorkovich, anunció que Argentina y Dubái se habían propuesto para alojar la sede del campeonato y en enero de 2021 se confirmó que tendría lugar en esta última ciudad durante la Expo 2020. El premio económico asciende a 2 millones de euros, de los que un 60 % corresponden al ganador y el resto, al perdedor. En caso de haber desempate, el reparto es 55 % y 45 %.
A causa de las sanciones a Rusia de la Agencia Mundial Antidopaje, Nepómniashchi no puede competir con la bandera de su país, sino con la de la Federación Rusa de Ajedrez.

### Reglas del torneo
Se juegan 14 partidas, un cambio respecto a las ediciones anteriores, puesto que desde 2006 eran 12. Se dan 120 minutos para los primeros 40 movimientos, 60 para los 20 siguientes y 15, con incremento de 30 segundos por movimiento, para el resto del juego. Se declara ganador al participante que alcance primero los 7½ puntos. En caso de empate, se disputarán 4 partidas rápidas de 25 minutos con 10 segundos de incremento y, de persistir la situación, dos partidas relámpago de 5 minutos con tres segundos de incremento que se pueden repetir hasta cinco veces. Si aun así sigue el empate, se jugaría una partida en la que las blancas tendrían 5 minutos y las negras, uno menos, pero le bastarían unas tablas para ganar el campeonato.

## Equipos
Una vez finalizado el campeonato, los jugadores hicieron públicos los equipos de jugadores junto a quienes habían preparado la competición. Carlsen, contó con un equipo con el que ya había trabajado formado por los jugadores Peter Heine Nielsen, Daniil Dubov, Jan Gustafsson, Laurent Fressinet y, como novedad, Jorden van Foreest. Por otra parte, el equipo de Nepómniashchi estuvo formado por Sergey Yanovsky, Vladimir Potkin, Peter Leko y Serguéi Kariakin.
La participación de Daniil Dubov en el equipo de Carlsen, pese a no ser una novedad, resultó polémica entre algunos jugadores de ajedrez rusos. En particular, Kariakin y Sergey Shipov, antiguo entrenador de Dubov, consideraron esto una traición al equipo de ajedrez ruso, del que tanto Dubov como Nepómniashchi habían formado parte anteriormente. Por su parte, Dubov defendió su decisión de pertenecer al equipo de Carlsen arguyendo que el Campeonato Mundial es una competición individual y no entre equipos nacionales, así como destacando que su colaboración con Carlsen tenía ya cierto recorrido y la preparación del encuentro comenzó antes de que Nepómniaschchi ganara el Torneo de Candidatos con el que ganó la posición de retador ante Carlsen.

## Calendario y resultados
Los días con juegos están sombreados. Los juegos comienzan a las 16:30 hora local (GST), que es a las 12:30 UTC.
Los colores se dibujaron en la ceremonia de apertura: Nepómniashchi recibió las piezas blancas en el primer juego. Los colores se alternarán a partir de entonces, con Nepomniatchi jugando con las piezas blancas en todos los juegos con números impares, y Carlsen jugando con las piezas blancas en todos los juegos con números pares.
| \| Fecha \| Evento \| \| -------------------------- \| --------------------- \| \| Miércoles, 24 de noviembre \| Ceremonia de apertura \| \| Jueves, 25 de noviembre \| Día de los medios \| \| Viernes, 26 de noviembre \| Juego 1 \| \| Sábado, 27 de noviembre \| Juego 2 \| \| Domingo, 28 de noviembre \| Juego 3 \| \| Lunes, 29 de noviembre \| Día de descanso \| \| Martes, 30 de noviembre \| Juego 4 \| \| Miércoles, 1 de diciembre \| Juego 5 \| \| Jueves, 2 de diciembre \| Día de descanso \| \| Viernes, 3 de diciembre \| Juego 6 \| \| Sábado, 4 de diciembre \| Juego 7 \| \| Domingo, 5 de diciembre \| Juego 8 \| \| Lunes, 6 de diciembre \| Día de descanso \| \| Martes, 7 de diciembre \| Juego 9 \| \| Miércoles, 8 de diciembre \| Juego 10 \| \| Jueves, 9 de diciembre \| Día de descanso \| \| Viernes, 10 de diciembre \| Juego 11 \| \| Sábado, 11 de diciembre \| Ceremonia de clausura \| |                       |
| Fecha | Evento                |
| Miércoles, 24 de noviembre | Ceremonia de apertura |
| Jueves, 25 de noviembre | Día de los medios     |
| Viernes, 26 de noviembre | Juego 1               |
| Sábado, 27 de noviembre | Juego 2               |
| Domingo, 28 de noviembre | Juego 3               |
| Lunes, 29 de noviembre | Día de descanso       |
| Martes, 30 de noviembre | Juego 4               |
| Miércoles, 1 de diciembre | Juego 5               |
| Jueves, 2 de diciembre | Día de descanso       |
| Viernes, 3 de diciembre | Juego 6               |
| Sábado, 4 de diciembre | Juego 7               |
| Domingo, 5 de diciembre | Juego 8               |
| Lunes, 6 de diciembre | Día de descanso       |
| Martes, 7 de diciembre | Juego 9               |
| Miércoles, 8 de diciembre | Juego 10              |
| Jueves, 9 de diciembre | Día de descanso       |
| Viernes, 10 de diciembre | Juego 11              |
| Sábado, 11 de diciembre | Ceremonia de clausura |

Nota: Dado que Carlsen alcanzó los 7½ puntos en el juego 11, el partido terminó a pesar de que no se jugaron los 14 juegos. La ceremonia de clausura tiene lugar el día del último juego o al día siguiente.
|                   | Elo  | Partidas | Partidas | Partidas | Partidas | Partidas | Partidas | Partidas | Partidas | Partidas | Partidas | Partidas | Partidas | Partidas | Partidas | Puntos |
| 1                 | Elo  | 2        | 3        | 4        | 5        | 6        | 7        | 8        | 9        | 10       | 11       | 12       | 13       | 14       |          | Puntos |
| ----------------- | ---- | -------- | -------- | -------- | -------- | -------- | -------- | -------- | -------- | -------- | -------- | -------- | -------- | -------- | -------- | ------ |
| Ian Nepómniashchi | 2782 | ½        | ½        | ½        | ½        | ½        | 0        | ½        | 0        | 0        | ½        | 0        |          |          |          | 3½     |
| Magnus Carlsen    | 2892 | ½        | ½        | ½        | ½        | ½        | 1        | ½        | 1        | 1        | ½        | 1        |          |          |          | 7½     |

### Partida 1
Nepómniashchi -Carlsen, ½-½
El juego 1 fue un empate de 45 movimientos. Nepómniashchi (blancas) abrió con 1. e4 y el juego se convirtió en una Ruy López. Los jugadores siguieron líneas establecidas hasta que Carlsen (negras) jugó 8...Na5, que sin embargo fue la mejor opción del motor de red neuronal Leela Chess Zero. Nepómniashchi luego jugó 14. Rf1, lo que indica que todavía estaba en su preparación. Carlsen sacrificó un peón a cambio de la pareja de alfiles, más espacio y más actividad. Nepómniashchi realizó algunos movimientos imprecisos (22. Af4? Y 30. Ce1?), lo que permitió a Carlsen ganar una posición ligeramente mejor. Con Carlsen presionando, Nepómniashchi encontró algunos movimientos defensivos precisos, devolvió el peón para neutralizar la iniciativa de las negras y alcanzó un triple de repetición. En su comentario, el GM Sam Shankland expresó su preocupación por la preparación de apertura de Carlsen, y señaló que no logró empatar en la apertura.
Fue disputada el 26 de noviembre. Se jugó la apertura española:
1. e4 e5 2. Cf3 Cc6 3. Ab5 a6 4. Aa4 Cf6 5. O-O Ae7 6. Te1 b5 7. Ab3 O-O 8. h3 Ca5 9. Cxe5 Cxb3 10. axb3 Ab7 11. d3 d5 12. exd5 Dxd5 13. Df3 Ad6 14. Rf1 Tfb8 15. Dxd5 Cxd5 16. Ad2 c5 17. Cf3 Td8 18. Cc3 Cb4 19. Tec1 Tac8 20. Ce2 Cc6 21. Ae3 Ce7 22. Af4 Axf3 23. gxf3 Axf4 24. Cxf4 Tc6 25. Te1 Cf5 26. c3 Ch4 27. Te3 Rf8 28. Cg2 Cf5 29. Te5 g6 30. Ce1 Cg7 31. Te4 f5 32. Te3 Ce6 33. Cg2 b4 34. Re2 Tb8 35. Rd2 bxc3+ 36. bxc3 Txb3 37. Rc2 Tb7 38. h4 Rf7 39. Tee1 Rf6 40. Ce3 Td7 41. Cc4 Te7 42. Ce5 Td6 43. Cc4 Tc6 44. Ce5 Td6 45. Cc4 ½–½

### Partida 2
Carlsen - Nepómniashchi, ½-½
El juego 2 fue un empate de 58 movimientos. Carlsen jugó la apertura catalana, y Nepómniashchi eligió mantener el peón con 7...b5 en lugar de devolverlo con el habitual 7...a6, lo que le dio a Carlsen una ventaja en desarrollo y posición central. Aunque la variación estuvo claramente en la preparación de Carlsen, Nepómniashchi no eludió una batalla con 13...Nd3. El medio juego resultante fue complicado, con Carlsen manteniendo una ventaja hasta el inexacto 17. Ce5. Carlsen confesó más tarde que había pasado por alto la respuesta de su oponente 18...Nac5. Nepómniashchi ganó el intercambio, pero las blancas tuvieron una fuerte compensación y la iniciativa. El juego siguió siendo complicado, y el comentarista Sam Shankland escribió que pensaba que las blancas tenían una ventaja antes de consultar un motor, que claramente favorecía a las negras. Nepómniashchi jugó el 'panicky' (Giri) 24...c3, cediendo la mayor parte de su ventaja. Las blancas tuvieron la oportunidad de presionar por más, pero una inexactitud permitió a Nepómniashchi forzar una posición teóricamente dibujada. Después del forzado intercambio de damas, Carlsen siguió jugando durante 15 movimientos, pero el resultado nunca estuvo en duda.
Fue disputada el 27 de noviembre. Se jugó la apertura catalana:
1. d4 Cf6 2. c4 e6 3. Cf3 d5 4. g3 Ae7 5. Ag2 O-O 6. O-O dxc4 7. Dc2 b5 8. Ce5 c6 9. a4 Cd5 10. Cc3 f6 11. Cf3 Dd7 12. e4 Cb4 13. De2 Cd3 14. e5 Ab7 15. exf6 Axf6 16. Ce4 Ca6 17. Ce5 Axe5 18. dxe5 Cac5 19. Cd6 Cb3 20. Tb1 Cbxc1 21. Tbxc1 Cxc1 22. Txc1 Tab8 23. Td1 Aa8 24. Ae4 c3 25. Dc2 g6 26. bxc3 bxa4 27. Dxa4 Tfd8 28. Ta1 c5 29. Dc4 Axe4 30. Cxe4 Rh8 31. Cd6 Tb6 32. Dxc5 Tdb8 33. Rg2 a6 34. Rh3 Tc6 35. Dd4 Rg8 36. c4 Dc7 37. Dg4 Txd6 38. exd6 Dxd6 39. c5 Dxc5 40. Dxe6+ Rg7 41. Txa6 Tf8 42. f4 Df5+ 43. Dxf5 Txf5 44. Ta7+ Rg8 45. Rg4 Tb5 46. Te7 Ta5 47. Te5 Ta7 48. h4 Rg7 49. h5 Rh6 50. Rh4 Ta1 51. g4 Th1+ 52. Rg3 gxh5 53. Te6+ Rg7 54. g5 Tg1+ 55. Rf2 Ta1 56. Th6 Ta4 57. Rf3 Ta3+ 58. Rf2 Ta4 ½–½

### Partida 3
Nepómniashchi - Carlsen, ½-½
El tercer juego fue un empate de 41 movimientos. Al igual que el Juego 1, los jugadores jugaron la Ruy López. Nepómniashchi se desvió primero con 8. a4, pero Carlsen se preparó y empató sin problemas. Las blancas tenían una pequeña iniciativa, pero después de una maniobra precisa de alfil de las negras (17...Ac8 seguida de ...Ae6 preparando ...d5), siguió un intercambio masivo hacia un final empatado. Chess.com calificó la preparación de Carlsen con negras hasta ahora como "a prueba de balas", aunque Carlsen comentó durante la conferencia posterior al juego que no había sido tan fácil como parecía, y que no había logrado tener muchas oportunidades.
Fue disputada el 28 de noviembre. Se jugó la apertura española:
1. e4 e5 2. Cf3 Cc6 3. Ab5 a6 4. Aa4 Cf6 5. O-O Ae7 6. Te1 b5 7. Ab3 O-O 8. a4 Ab7 9. d3 d6 10. Cbd2 Te8 11. Cf1 h6 12. Ad2 Af8 13. Ce3 Ce7 14. c4 bxc4 15. Cxc4 Cc6 16. Tc1 a5 17. Ac3 Ac8 18. d4 exd4 19. Cxd4 Cxd4 20. Dxd4 Ae6 21. h3 c6 22. Ac2 d5 23. e5 dxc4 24. Dxd8 Texd8 25. exf6 Ab4 26. fxg7 Axc3 27. bxc3 Rxg7 28. Rf1 Tab8 29. Tb1 Rf6 30. Txb8 Txb8 31. Tb1 Txb1+ 32. Axb1 Re5 33. Re2 f5 34. Ac2 f4 35. Ab1 c5 36. Ac2 Ad7 37. f3 Rf6 38. h4 Re5 39. Rf2 Rf6 40. Re2 Re5 41. Rf2 ½–½

### Partida 4
Carlsen -Nepómniashchi, ½-½
El cuarto juego fue un empate de 33 movimientos. Carlsen abrió con 1. e4, contra el que Nepómniashchi jugó la defensa Petrov. El juego siguió la teoría conocida hasta que Carlsen probó la novedad 18. Ch4. Aunque fue un movimiento interesante, Nepómniashchi había visto la idea antes y se había preparado para la variación. Aunque la posición parecía arriesgada para Nepómniashchi con un caballo atascado en f8. Carlsen pensó durante 50 minutos buscando oportunidades de ganar, antes de aceptar un empate por triple repetición.
Fue disputada el 30 de noviembre. Se jugó la defensa Petrov:
1. e4 e5 2. Cf3 Cf6 3. Cxe5 d6 4. Cf3 Cxe4 5. d4 d5 6. Ad3 Ad6 7. O-O O-O 8. c4 c6 9. Te1 Af5 10. Db3 Dd7 11. Cc3 Cxc3 12. Axf5 Dxf5 13. bxc3 b6 14. cxd5 cxd5 15. Db5 Dd7 16. a4 Dxb5 17. axb5 a5 18. Ch4 g6 19. g4 Cd7 20. Cg2 Tfc8 21. Af4 Axf4 22. Cxf4 Txc3 23. Cxd5 Td3 24. Te7 Cf8 25. Cf6+ Rg7 26. Ce8+ Rg8 27. d5 a4 28. Cf6+ Rg7 29. g5 a3 30. Ce8+ Rg8 31. Cf6+ Rg7 32. Ce8+ Rg8 33. Cf6+ ½–½

### Partida 5
Nepómniashchi - Carlsen, ½-½
El juego 5 fue un empate en 43 movimientos. Similar al juego 1 y 3, Nepómniashchi abrió con e4 luego de la apertura Ruy López. El final resultó en un empate por triple repetición.
Se disputó el 1 de diciembre. Se jugó la apertura española:
1. e4 e5 2. Cf3 Cc6 3. Ab5 a6 4. Aa4 Cf6 5. O-O Ae7 6. Te1 b5 7. Ab3 O-O 8. a4 Tb8 9. axb5 axb5 10. h3 d6 11. c3 b4 12. d3 bxc3 13. bxc3 d5 14. Cbd2 dxe4 15. dxe4 Ad6 16. Dc2 h6 17. Cf1 Ce7 18. Cg3 Cg6 19. Ae3 De8 20. Ted1 Ae6 21. Aa4 Ad7 22. Cd2 Axa4 23. Dxa4 Dxa4 24. Txa4 Ta8 25. Tda1 Txa4 26. Txa4 Tb8 27. Ta6 Ce8 28. Rf1 Cf8 29. Cf5 Ce6 30. Cc4 Td8 31. f3 f6 32. g4 Rf7 33. h4 Af8 34. Re2 Cd6 35. Ccxd6+ Axd6 36. h5 Af8 37. Ta5 Re8 38. Td5 Ta8 39. Td1 Ta2+ 40. Td2 Ta1 41. Td1 Ta2+ 42. Td2 Ta1 43. Td1 ½–½

### Partida 6
Carlsen - Nepómniashchi, 1-0
El sexto juego fue una victoria de 136 movimientos para Magnus Carlsen que duró 7 horas y 45 minutos. Es la partida más larga en la historia del Campeonato Mundial de Ajedrez por número de jugadas, batiendo el récord anterior, un empate de 124 jugadas en la partida 5 del Campeonato Mundial de Ajedrez 1978 entre Anatoli Kárpov y Víktor Korchnói. Tanto Carlsen como Nepómniashchi desaprovecharon oportunidades durante una pelea de tiempo justo antes del primer control de tiempo en la jugada 40, donde la posición se consideró igual. Durante el largo final, Carlsen pudo neutralizar una amenaza potencial de un peón a pasado y organizar varios intercambios clave, dejando a Nepómniashchi solo con su dama. Si bien tanto el análisis por computadora como la base de tablas evaluaron el final del juego resultante, esto requirió que Nepómniashchi se defendiera perfectamente, mientras que Carlsen, que no enfrentaba ninguna posibilidad seria de perder, podía continuar presionando. Al final, Nepómniashchi cometió un error con 130...De6 (Db1 o Dc2 habrían mantenido las tablas), lo que permitió a Carlsen comenzar a avanzar sus peones hacia una promoción inevitable.
1. d4 Cf6 2. Cf3 d5 3. g3 e6 4. Ag2 Ae7 5. O-O O-O 6. b3 c5 7. dxc5 Axc5 8. c4 dxc4 9. Dc2 De7 10. Cbd2 Cc6 11. Cxc4 b5 12. Cce5 Cb4 13. Db2 Ab7 14. a3 Cc6 15. Cd3 Ab6 16. Ag5 Tfd8 17. Axf6 gxf6 18. Tac1 Cd4 19. Cxd4 Axd4 20. Da2 Axg2 21. Rxg2 Db7+ 22. Rg1 De4 23. Dc2 a5 24. Tfd1 Rg7 25. Td2 Tac8 26. Dxc8 Txc8 27. Txc8 Dd5 28. b4 a4 29. e3 Ae5 30. h4 h5 31. Rh2 Ab2 32. Tc5 Dd6 33. Td1 Axa3 34. Txb5 Dd7 35. Tc5 e5 36. Tc2 Dd5 37. Tdd2 Db3 38. Ta2 e4 39. Cc5 Dxb4 40. Cxe4 Db3 41. Tac2 Af8 42. Cc5 Db5 43. Cd3 a3 44. Cf4 Da5 45. Ta2 Ab4 46. Td3 Rh6 47. Td1 Da4 48. Tda1 Ad6 49. Rg1 Db3 50. Ce2 Dd3 51. Cd4 Rh7 52. Rh2 De4 53. Txa3 Dxh4+ 54. Rg1 De4 55. Ta4 Ae5 56. Ce2 Dc2 57. T1a2 Db3 58. Rg2 Dd5+ 59. f3 Dd1 60. f4 Ac7 61. Rf2 Ab6 62. Ta1 Db3 63. Te4 Rg7 64. Te8 f5 65. Taa8 Db4 66. Tac8 Aa5 67. Tc1 Ab6 68. Te5 Db3 69. Te8 Dd5 70. Tcc8 Dh1 71. Tc1 Dd5 72. Tb1 Aa7 73. Te7 Ac5 74. Te5 Dd3 75. Tb7 Dc2 76. Tb5 Aa7 77. Ta5 Ab6 78. Tab5 Aa7 79. Txf5 Dd3 80. Txf7+ Rxf7 81. Tb7+ Rg6 82. Txa7 Dd5 83. Ta6+ Rh7 84. Ta1 Rg6 85. Cd4 Db7 86. Ta2 Dh1 87. Ta6+ Rf7 88. Cf3 Db1 89. Td6 Rg7 90. Td5 Da2+ 91. Td2 Db1 92. Te2 Db6 93. Tc2 Db1 94. Cd4 Dh1 95. Tc7+ Rf6 96. Tc6+ Rf7 97. Cf3 Db1 98. Cg5+ Rg7 99. Ce6+ Rf7 100. Cd4 Dh1 101. Tc7+ Rf6 102. Cf3 Db1 103. Td7 Db2+ 104. Td2 Db1 105. Cg1 Db4 106. Td1 Db3 107. Td6+ Rg7 108. Td4 Db2+ 109. Ce2 Db1 110. e4 Dh1 111. Td7+ Rg8 112. Td4 Dh2+ 113. Re3 h4 114. gxh4 Dh3+ 115. Rd2 Dxh4 116. Td3 Rf8 117. Tf3 Dd8+ 118. Re3 Da5 119. Rf2 Da7+ 120. Te3 Dd7 121. Cg3 Dd2+ 122. Rf3 Dd1+ 123. Te2 Db3+ 124. Rg2 Db7 125. Td2 Db3 126. Td5 Re7 127. Te5+ Rf7 128. Tf5+ Re8 129. e5 Da2+ 130. Rh3 De6 131. Rh4 Dh6+ 132. Ch5 Dh7 133. e6 Dg6 134. Tf7 Rd8 135. f5 Dg1 136. Cg7 1-0

### Partida 7
Nepómniashchi - Carlsen, ½-½
El séptimo juego fue un empate de 41 movimientos. Los jugadores intercambiaron mucho material que llevó a una posición empatada, cada uno con solo una torre y tres peones. Pronto, un empate por acuerdo se convirtió en el resultado final.
Se disputó el 4 de diciembre, se declararon tablas en el movimiento 41. Se jugó la apertura española:
1. e4 e5 2. Cf3 Cc6 3. Ab5 a6 4. Aa4 Cf6 5. O-O Ae7 6. Te1 b5 7. Ab3 O-O 8. a4 Tb8 9. axb5 axb5 10. h3 d6 11. d3 h6 12. Cc3 Te8 13. Cd5 Af8 14. Cxf6+ Dxf6 15. c3 Ce7 16. Ae3 Ae6 17. d4 exd4 18. cxd4 Axb3 19. Dxb3 Cg6 20. Tec1 c5 21. e5 Df5 22. dxc5 dxc5 23. Axc5 Axc5 24. Txc5 Cxe5 25. Cxe5 Txe5 26. Txe5 Dxe5 27. Dc3 Dxc3 28. bxc3 Tc8 29. Ta5 Txc3 30. Txb5 Tc1+ 31. Rh2 Tc3 32. h4 g6 33. g3 h5 34. Rg2 Rg7 35. Ta5 Rf6 36. Tb5 Rg7 37. Ta5 Rf6 38. Tb5 Rg7 39. Ta5 Rf6 40. Ta6+ Rg7 41. Ta7 ½-½
|       |       |       |       |       |       |       |       |    |  |
|       | a8    | b8    | c8    | d8    | e8    | f8 kd | g8    | h8 |  |
| a7 pd | b7    | c7    | d7 bd | e7    | f7 pd | g7 pd | h7    |    |  |
| a6    | b6    | c6 pd | d6    | e6    | f6 qd | g6    | h6 rd |    |  |
| a5    | b5 pd | c5    | d5    | e5    | f5    | g5    | h5    |    |  |
| a4    | b4    | c4 bl | d4 pl | e4    | f4    | g4    | h4 pd |    |  |
| a3    | b3    | c3    | d3    | e3 ql | f3    | g3    | h3 pl |    |  |
| a2 pl | b2 pl | c2    | d2    | e2    | f2 pl | g2 pl | h2    |    |  |
| a1    | b1    | c1    | d1    | e1 rl | f1    | g1 kl | h1    |    |  |
|       |       |       |       |       |       |       |       |    |  |

### Partida 8
Carlsen - Nepómniashchi, 1-0
El juego 8 fue una victoria de 46 movimientos para Carlsen. Nepómniashchi cometió un error en un peón en el medio juego, dejándolo con una posición perdida, y Carlsen con cuidado y precisión convirtió su ventaja en una victoria en el final de dama y peón. Esto le dio a Carlsen una ventaja de dos juegos, lo que hizo muy difícil que Nepómniashchi ganara el partido.
Carlsen comenzó con 1. e4 y Nepómniashchi volvió a responder con la Defensa Petrov, variando Carlsen del juego 4 con la Variación Steinitz menos común (3.d4). El 7. Cd2 de Carlsen es una línea oscura, pero fue después del 9. 0-0, en una posición aparentemente más allá de la preparación, que Nepómniashchi pensó por primera vez antes de jugar la sorprendente novedad 9...h5!?. En respuesta, Carlsen se tomó un pensamiento aún más largo antes de jugar 10. De1+?!, Ofreciendo intercambiar reinas y llegar rápidamente a tablas, rechazando alternativas más agudas y quizás más fuertes. Carlsen comentó después del juego que se sentía demasiado cansado después del juego 6 para calcular adecuadamente las alternativas más precisas y, liderando el partido, estaba feliz de ofrecer el sorteo rápido y llegar al día de descanso programado. Nepómniashchi respondió con 10...Rf8, evitando el cambio de dama y el probable empate que habría resultado de 10...De7, una decisión que fue criticada por múltiples DJs, incluidos Giri y Anand. Nepómniashchi comentó después del juego que pensaba que ambos movimientos eran igualmente atractivos. El juego del medio juego continuó con relativa normalidad hasta que Nepómniashchi cometió un error con 21...b5??, perdiendo el peón a7 en una combinación simple. Los comentaristas también consideraron imprecisa la defensa posterior de Black; varios GM, incluidos Giri, Anand, Caruana y Polgár sugirieron 23... Axh3 como una posible mejora, mientras que Stockfish califica 24...Td6 como un error. Sin embargo, incluso con una buena defensa, la posición probablemente ya estaba perdida después de 21...b5. Las torres y alfiles se intercambiaron rápidamente, y una mayor consolidación resultó en un final de reina y peón, con Carlsen arriba dos peones. Estos finales a menudo son difíciles de ganar, debido a la amenaza de un jaque perpetuo. Como tal, Nepómniashchi hizo un último esfuerzo para crear controles perpetuos, pero Carlsen pasó con calma el tiempo disponible para asegurarse de que esto no pudiera ocurrir. Nepómniashchi cedió un tercer peón en la jugada 44 y renunció en la jugada 46.
Se disputó el 5 de diciembre. Se jugó la Defensa Petrov.
1. e4 e5 2. Cf3 Cf6 3. d4 Cxe4 4. Ad3 d5 5. Cxe5 Cd7 6. Cxd7 Axd7 7. Cd2 Cxd2 8. Axd2 Ad6 9. O-O h5 10. De1+ Rf8 11. Ab4 De7 12. Axd6 Dxd6 13. Dd2 Te8 14. Tae1 Th6 15. Dg5 c6 16. Txe8+ Axe8 17. Te1 Df6 18. De3 Ad7 19. h3 h4 20. c4 dxc4 21. Axc4 b5 (en el diagrama) 22. Da3+ Rg8 23. Dxa7 Dd8 24. Ab3 Td6 25. Te4 Ae6 26. Axe6 Txe6 27. Txe6 fxe6 28. Dc5 Da5 29. Dxc6 De1+ 30. Rh2 Dxf2 31. Dxe6+ Rh7 32. De4+ Rg8 33. b3 Dxa2 34. De8+ Rh7 35. Dxb5 Df2 36. De5 Db2 37. De4+ Rg8 38. Dd3 Df2 39. Dc3 Df4+ 40. Rg1 Rh7 41. Dd3+ g6 42. Dd1 De3+ 43. Rh1 g5 44. d5 g4 45. hxg4 h3 46. Df3 1-0

### Partida 9
Nepómniashchi - Carlsen, 0-1
El juego 9 fue una victoria de 39 movimientos para Carlsen. Nepómniashchi cometió un error al mover su peón a c5, atrapando su propio alfil. Esta victoria le da a Carlsen una ventaja de tres puntos sobre Nepómniashchi con solo cinco juegos restantes, lo que hace que sea extremadamente difícil para Nepómniashchi ganar el campeonato. Dos jugadores fueron capaces de remontar tres puntos para ganar un campeonato mundial: Max Euwe en 1935 y Wilhelm Steinitz en 1886, pero a ambos les quedaban mucho más de cinco juegos.
1. c4 e6 2. g3 d5 3. Ag2 d4 4. Cf3 Cc6 5. 0-0 Ac5 6. d3 Cf6 7. Cbd2 a5 8. Cb3 Se7 9. e3 dxe3 10. Axe3 Cg4 11. Ac5 0-0 12. d4 a4 13. Axe7 Dxe7 14. Cc5 a3 15. bxa3 Td8 16. Cb3 Cf6 17. Te1 Dxa3 18. De2 h6 19. h4 Ad7 20. Ce5 Ae8 21. De3 Db4 22. Teb1 Cxe5 23. dxe5 Cg4 24. De1 Dxe1+ 25. Txe1 h5 26. Axb7 Ta4 27. c5 c6 28. f3 Ch6 29. Te4 Ta7 30. Tb4 Tb8 31. a4 Taxb7 32. Tb6 Txb6 33. cxb6 Txb6 34. Cc5 Cf5 35. a5 Tb8 36. a6 Cxg3 37. Ca4 c5 38. a7 Td8 39. Cxc5 Ta8 0–1

### Partida 10
Carlsen - Nepómniashchi, ½–½
El juego 10 fue un empate de 41 movimientos. Fue un juego rápido y tranquilo en el que los jugadores finalmente dividieron el punto. El GM Sam Shankland describió el juego como aburrido y sugirió que si se permitieran las ofertas de tablas antes de la jugada 40, los jugadores bien podrían haber cancelado la partida ya en la jugada 11.
Se disputó el 8 de diciembre. Se jugó la defensa Petrov:
1. e4 e5 2. Cf3 Cf6 3. Cxe5 d6 4. Cd3 Cxe4 5. De2 De7 6. Cf4 Cf6 7. d4 Cc6 8. c3 d5 9. Cd2 Cd8 10. Cf3 Dxe2+ 11. Axe2 Ad6 12. O-O O-O 13. Ad3 Te8 14. Te1 Txe1+ 15. Cxe1 Ce6 16. Cxe6 Axe6 17. g3 g6 18. Cg2 Te8 19. f3 Ch5 20. Rf2 c6 21. g4 Cg7 22. Af4 Axf4 23. Cxf4 g5 24. Ce2 f5 25. h3 Rf7 26. Th1 h6 27. f4 fxg4 28. hxg4 Axg4 29. Txh6 Af5 30. Axf5 Cxf5 31. Th7+ Cg7 32. fxg5 Rg6 33. Th3 Rxg5 34. Tg3+ Rf6 35. Tf3+ Re7 36. Cf4 Rd6 37. Cg6 Te6 38. Ce5 Ce8 39. Tf7 Tf6+ 40. Txf6+ Cxf6 41. Re3 ½–½

### Partida 11
Nepómniashchi - Carlsen, 0-1
El juego 11 fue una victoria decisiva de 49 movimientos para Carlsen, el cual retiene su título de campeón mundial. Nepómniashchi comenzó con 1. e4 y Carlsen, al igual que en las partidas anteriores, respondió con 1... e5. La partida siguió con 2. Cf3 Cc6 3. Ac4 Cf6 4. d3 Ac5 y 5. c3, planteándose la variante Giuoco Pianissimo de la apertura italiana. El encuentro transcurrió de una manera tranquila tras diversas transformaciones y cambios en el tablero, hasta que Nepómniashchi cometió un error grave al jugar 23. g3 de acuerdo al módulo de análisis Stockfish, quien pasó de calificar la posición de 0.10 peones de ventaja para las negras a 7.13 peones de ventaja para las negras. Esta jugada permitió a Carlsen sacrificar temporalmente su torre a cambio de dos peones, el debilitamiento de la posición del rey blanco y el planteamiento de un potente ataque en el flanco de rey. Nepómniashchi, en el intento de coronar su peón pasado de la columna a, se rindió después de la jugada de Carlsen 49... Dc5, jugada que paralizó a la torre blanca y al peón blanco. De esta forma, Magnus Carlsen mantiene su título como Campeón Mundial de Ajedrez. 
Se disputó el 10 de diciembre. Se jugó la apertura italiana:
1. e4 e5 2. Cf3 Cc6 3. Ac4 Cf6 4. d3 Ac5 5. c3 d6 6. O-O a5 7. Te1 Aa7 8. Ca3 h6 9. Cc2 O-O 10. Ae3 Axe3 11. Cxe3 Te8 12. a4 Ae6 13. Axe6 Cxe6 14. Db3 b6 15. Tad1 Ce7 16. h3 Dd7 17. Ch2 Td8 18. Chg4 Cxg4 19. hxg4 d5 20. d4 exd4 21. exd5 Te4 22.             Dc2 Tf4 23. g3 dxe3 24. gxf4 Dxg4+ 25. Rf1 Dh3+ 26. Rg1 Cf5 27. d6 Ch4 28. fxe3 Dg3+ 29. Rf1 Cf3 30. Df2 Dh3+ 31. Dg2 Dxg2+ 32. Rxg2 Cxe1+ 33. Txe1 Txd6 34. Rf3 Td2 35. Tb1 g6 36. b4 axb4 37. Txb4 Ta2 38. Re4 h5 39. Rd5 Tc2 40. Tb3 h4 41. Rc6 h3 42. Rxc7 h2 43. Tb1 Txc3+ 44. Rxb6 Tb3+ 45. Txb3 h1=Q 46. a5 De4 47. Ra7 De7+ 48. Ra8 Rg7 49. Tb6 Dc5 0-1